# Perilissus tripunctor
Perilissus tripunctor är en stekelart som först beskrevs av Carl Peter Thunberg 1822.  Perilissus tripunctor ingår i släktet Perilissus och familjen brokparasitsteklar. Arten är reproducerande i Sverige. Inga underarter finns listade i Catalogue of Life.